# Wybory parlamentarne na Słowacji w 2020 roku
Wybory parlamentarne na Słowacji w 2020 roku – wybory do Rady Narodowej, które odbyły się 29 lutego. Były to ósme wybory parlamentarne od czasu powstania Słowacji. W wyborach wystartowały 24 komitety wyborcze.
Wybory do Rady Narodowej Republiki Słowackiej zakończyły się zwycięstwem partii Zwyczajni Ludzie. Do Rady Narodowej dostały się także SMER, Jesteśmy Rodziną, Partia Ludowa Nasza Słowacja, SaS i Dla Ludzi.

## Podstawy prawne
Wybory miał obowiązek ogłosić przewodniczący Rady Narodowej Andrej Danko nie później niż 110 dni przed terminem ich przeprowadzenia, tj. przed 11 października 2019 r. Przewodniczący ogłosił 4 listopada 2019, że wybory odbędą się w sobotę 29 lutego 2020 Partie polityczne, ruchy czy koalicje miały zgodnie z prawem przedłożyć komisarzowi komisji wyborczej listy kandydatów nie później niż 90 dni przed dniem wyborów, tj. do 1 grudnia 2019. Przy przedkładaniu listy kandydatów należało wpłacić kaucję w wysokości 17 tysięcy euro, która została zwrócona tylko tym ugrupowaniom, które otrzymały co najmniej 2% głosów poparcia.
Oficjalna kampania wyborcza rozpoczęła się w dniu publikacji decyzji o ogłoszeniu wyborów w dzienniku ustaw Republiki Słowackiej, co miało miejsce już we wtorek 5 listopada 2019. Kampania zakończyła się moratorium, czyli 48 godzin przed dniem wyborów, tj. 27 lutego 2020. Ugrupowania polityczne mogły wydać maksymalnie 3 miliony euro z VAT-em na kampanię.
W odróżnieniu od poprzednich wyborów, w wyborach mogły głosować także osoby skazane za popełnienie szczególnie poważnego przestępstwa. Sytuację zmienił wyrok Trybunału Konstytucyjnego Republiki Słowackiej z dnia 22 marca 2017, w którym wskazano tylko jedną przeszkodę w zakresie prawa do głosowania: ograniczenie wolności w celu ochrony zdrowia. Dwa tygodnie przed wyborami, 14 lutego 2020, na Słowacji było 10 332 więźniów, z czego 322 nie ukończyło 18 lat lub nie miało obywatelstwa umożliwiającego głosowanie. W 2016 r. w wyborach głosowało 4,73% więźniów.
Głosowanie trwało do 22:00, ale w niektórych miejscowościach zostało przedłużone. Cisza wyborcza trwała do godziny 23:00.

## Lista komitetów wyborczych
Do 1 grudnia 2019 25 ugrupowań zgłosiło w Ministerstwie Spraw Wewnętrznych listy kandydatów. Zarejestrowane podmioty zostały poddane weryfikacji przez Państwową Komisję ds. Wyborów i Kontroli Finansowania Partii Politycznych, która podjęła decyzję o rejestracji w dniu 6 grudnia 2019.
| Numer | Ugrupowanie | Ugrupowanie                                                             | Przewodniczący                                                                                                 | Lider               | Strona |
| ----- | ----------- | ----------------------------------------------------------------------- | --- | ------------------- | ------ |
| 1.    |             | Słowacka Partia Ludowa Andreja Hlinki (SĽS)                             | Jozef Sásik | Jozef Sásik         |        |
| 2.    |             | Dobry Wybór (DV)                                                        | Tomáš Drucker                                                                                                  | Tomáš Drucker       |        |
| 3.    |             | Wolność i Solidarność (SaS)                                             | Richard Sulík                                                                                                  | Richard Sulík       |        |
| 4.    |             | Jesteśmy Rodziną (Sme Rodina)                                           | Boris Kollár                                                                                                   | Boris Kollár        |        |
| 5.    |             | Słowacki Ruch Odrodzenia (SHO)                                          | Róbert Švec | Róbert Švec         |        |
| 6.    |             | Dla Ludzi (Za ľudí)                                                     | Andrej Kiska                                                                                                   | Andrej Kiska        |        |
| 7.    |             | Mamy już dość!                                                          | František Oravec                                                                                               | František Oravec    |        |
| 9.    |             | Słowacka Partia Narodowa (SNS)                                          | Andrej Danko                                                                                                   | Andrej Danko        |        |
| 10.   |             | Partia Demokratyczna (DS)                                               | Michal Kravčík                                                                                                 | Jozef Rajtár        |        |
| 11.   |             | Zwyczajni Ludzie (OĽaNO)                                                | Igor Matovič                                                                                                   | Mária Šofranko      |        |
| 12.   |             | Koalicja Postępowa Słowacja i SPOLU (PS-SPOLU)                          | Michal Truban Miroslav Beblavý                                                                                 | Michal Truban       |        |
| 13.   |             | Burmistrzowie i Niezależni Kandydaci (SNK)                              | František Gőgh                                                                                                 | František Gőgh      |        |
| 14.   |             | 99 Procent – Głos Obywatelski (99%)                                     | Pavel Weiss | Pavel Weiss         |        |
| 15.   |             | Ruch Chrześcijańsko-Demokratyczny (KDH)                                 | Alojz Hlina | Alojz Hlina         |        |
| 16.   |             | Liga Słowacka (SL)                                                      | Współprzewodniczący: Jozef Behýl Roman Ruhig Tibor Cabaj                                                       | Roman Ruhig         |        |
| 17.   |             | VLASŤ                                                                   | Anna Žatková                                                                                                   | Štefan Harabin      |        |
| 18.   |             | Most-Híd                                                                | Béla Bugár | Árpád Érsek         |        |
| 19.   |             | Kierunek – Socjalna Demokracja (SMER)                                   | Robert Fico | Peter Pellegrini    |        |
| 20.   |             | Solidarność – Ruch Ubóstwa Pracujących                                  | Przewodniczący: Stanislav Mičev Kanclerz: Miroslav Seget                                                       | Stanislav Mičev     |        |
| 21.   |             | Ruch dla Demokracji (HZDS)                                              | Peter Marček                                                                                                   | Martina Šimkovičová |        |
| 22.   |             | Stowarzyszenie Społeczności Węgierskiej – Wspólnota Węgierska (MKÖ-MKS) | Szabolcs Mózes József Menyhárt – Partia Społeczności Węgierskiej (SMK-MPK) Zsolt Simon – Forum Węgierskie (MF) | Gyula Bárdos        |        |
| 23.   |             | Praca Narodu Słowackiego (PSN)                                          | Roman Stopka                                                                                                   | Roman Stopka        |        |
| 24.   |             | Partia Ludowa Nasza Słowacja (ĽSNS)                                     | Marian Kotleba                                                                                                 | Marian Kotleba      |        |
| 25.   |             | Socialisti.sk                                                           | Eduard Chmelár                                                                                                 | Eduard Chmelár      |        |

### Rezygnacja ze startu w wyborach
20 lutego 2020 z udziału w wyborach parlamentarnych wycofała się partia „Prawy Głos” udzielając poparcia dla SaS

## Badania preferencji wyborczych
| Data                                        | Pracownia                                                                              | Liczba ankietowanych                                                                   | Smer–SD                                                                                | SaS                                                                                    | OĽaNO                                                                                  | SNS                                                                                    | Kotlebovci–ĽSNS                                                                        | Sme Rodina                                                                             | Most–Híd                                                                               | KDH                                                                                    | SMK-MKP                                                                                | PS                                                                                     | SPOLU                                                                                  | Za ľudí                                                                                | Dobrá voľba                                                                            | Vlasť                                                                                  |   |   |   |
| ------------------------------------------- | -------------------------------------------------------------------------------------- | -------------------------------------------------------------------------------------- | -------------------------------------------------------------------------------------- | -------------------------------------------------------------------------------------- | -------------------------------------------------------------------------------------- | -------------------------------------------------------------------------------------- | -------------------------------------------------------------------------------------- | -------------------------------------------------------------------------------------- | -------------------------------------------------------------------------------------- | -------------------------------------------------------------------------------------- | -------------------------------------------------------------------------------------- | -------------------------------------------------------------------------------------- | -------------------------------------------------------------------------------------- | -------------------------------------------------------------------------------------- | -------------------------------------------------------------------------------------- | -------------------------------------------------------------------------------------- | - | - | - |
| Data                                        | Pracownia                                                                              | Liczba ankietowanych                                                                   | 16 23 stycznia 2019                                                                    | Focus                                                                                  | 1 013                                                                                  | 22,5%                                                                                  | 12,3%                                                                                  | 10,0%                                                                                  | 8,0%                                                                                   | 8,4%                                                                                   | 10,4%                                                                                  | 5,8%                                                                                   | 7,0%                                                                                   | 3,4%                                                                                   | 4,9%                                                                                   | 3,5%                                                                                   | – | – | – |
| 8 12 lutego 2019                            | AKO                                                                                    | 1 000                                                                                  | 22,4%                                                                                  | 14,8%                                                                                  | 10,1%                                                                                  | 8,0%                                                                                   | 9,5%                                                                                   | 10,9%                                                                                  | 6,3%                                                                                   | 6,1%                                                                                   | 3,3%                                                                                   | 7,5%                                                                                   | 7,5%                                                                                   | –                                                                                      | –                                                                                      | –                                                                                      |   |   |   |
| 21 26 lutego 2019                           | Focus                                                                                  | 1 022                                                                                  | 21,2%                                                                                  | 11,2%                                                                                  | 8,4%                                                                                   | 7,5%                                                                                   | 11,7%                                                                                  | 9,5%                                                                                   | 5,4%                                                                                   | 6,5%                                                                                   | 3,1%                                                                                   | 9,5%                                                                                   | 9,5%                                                                                   | –                                                                                      | –                                                                                      | –                                                                                      |   |   |   |
| 18 25 marca2019                             | Focus                                                                                  | 1 022                                                                                  | 22,4%                                                                                  | 11,4%                                                                                  | 8,3%                                                                                   | 7,9%                                                                                   | 11,8%                                                                                  | 9,0%                                                                                   | 4,5%                                                                                   | 7,5%                                                                                   | 3,0%                                                                                   | 9,1%                                                                                   | 9,1%                                                                                   | –                                                                                      | –                                                                                      | –                                                                                      |   |   |   |
| Zuzana Čaputová wygrywa wybory prezydenckie |                                                                                        |                                                                                        |                                                                                        |                                                                                        |                                                                                        |                                                                                        |                                                                                        |                                                                                        |                                                                                        |                                                                                        |                                                                                        |                                                                                        |                                                                                        |                                                                                        |                                                                                        |                                                                                        |   |   |   |
| 1 2 kwietnia 2019                           | AKO                                                                                    | 1 000                                                                                  | 19,7%                                                                                  | 12,9%                                                                                  | 8,6%                                                                                   | 7,6%                                                                                   | 11,5%                                                                                  | 10,7%                                                                                  | 5,0%                                                                                   | 6,9%                                                                                   | 2,6%                                                                                   | 14,4%                                                                                  | 14,4%                                                                                  | –                                                                                      | –                                                                                      | –                                                                                      |   |   |   |
| 8 14 kwietnia 2019                          | Focus                                                                                  | 1 026                                                                                  | 19,0%                                                                                  | 10,1%                                                                                  | 9,1%                                                                                   | 7,5%                                                                                   | 10,5%                                                                                  | 9,4%                                                                                   | 4,7%                                                                                   | 6,8%                                                                                   | 3,6%                                                                                   | 13,4%                                                                                  | 13,4%                                                                                  | –                                                                                      | –                                                                                      | –                                                                                      |   |   |   |
| 29 kwietnia 6 maja 2019                     | AKO                                                                                    | 1 000                                                                                  | 19,1%                                                                                  | 13,1%                                                                                  | 9,2%                                                                                   | 8,0%                                                                                   | 13,9%                                                                                  | 8,3%                                                                                   | 5,0%                                                                                   | 6,6%                                                                                   | 2,6%                                                                                   | 13,7%                                                                                  | 13,7%                                                                                  | –                                                                                      | –                                                                                      | –                                                                                      |   |   |   |
| 8 10 maja 2019                              | AKO                                                                                    | 1 000                                                                                  | 19,2%                                                                                  | 13,5%                                                                                  | 6,7%                                                                                   | 8,2%                                                                                   | 13,6%                                                                                  | 9,9%                                                                                   | 5,1%                                                                                   | 7,4%                                                                                   | 2,2%                                                                                   | 13,6%                                                                                  | 13,6%                                                                                  | –                                                                                      | –                                                                                      | –                                                                                      |   |   |   |
| 25 maja 2019                                | Wybory do Parlamentu Europejskiego na Słowacji w 2019 roku                             | Wybory do Parlamentu Europejskiego na Słowacji w 2019 roku                             | Wybory do Parlamentu Europejskiego na Słowacji w 2019 roku                             | Wybory do Parlamentu Europejskiego na Słowacji w 2019 roku                             | Wybory do Parlamentu Europejskiego na Słowacji w 2019 roku                             | Wybory do Parlamentu Europejskiego na Słowacji w 2019 roku                             | Wybory do Parlamentu Europejskiego na Słowacji w 2019 roku                             | Wybory do Parlamentu Europejskiego na Słowacji w 2019 roku                             | Wybory do Parlamentu Europejskiego na Słowacji w 2019 roku                             | Wybory do Parlamentu Europejskiego na Słowacji w 2019 roku                             | Wybory do Parlamentu Europejskiego na Słowacji w 2019 roku                             | Wybory do Parlamentu Europejskiego na Słowacji w 2019 roku                             | Wybory do Parlamentu Europejskiego na Słowacji w 2019 roku                             | Wybory do Parlamentu Europejskiego na Słowacji w 2019 roku                             | Wybory do Parlamentu Europejskiego na Słowacji w 2019 roku                             | Wybory do Parlamentu Europejskiego na Słowacji w 2019 roku                             |   |   |   |
| 28 31 maja 2019                             | AKO                                                                                    | 1 000                                                                                  | 18,7%                                                                                  | 10,8%                                                                                  | 6,3%                                                                                   | 7,2%                                                                                   | 14,9%                                                                                  | 7,3%                                                                                   | 4,2%                                                                                   | 8,6%                                                                                   | 2,9%                                                                                   | 18,0%                                                                                  | 18,0%                                                                                  | –                                                                                      | –                                                                                      | –                                                                                      |   |   |   |
| 1 11 maja 2019                              | Focus                                                                                  | 1 017                                                                                  | 19,7%                                                                                  | 8,0%                                                                                   | 6,7%                                                                                   | 7,2%                                                                                   | 12,5%                                                                                  | 7,3%                                                                                   | 4,4%                                                                                   | 7,5%                                                                                   | 3,7%                                                                                   | 17,8%                                                                                  | 17,8%                                                                                  | –                                                                                      | –                                                                                      | –                                                                                      |   |   |   |
| 11 18 maja 2019                             | Polis                                                                                  | 1 165                                                                                  | 18,3%                                                                                  | 8,5%                                                                                   | 6,3%                                                                                   | 7,6%                                                                                   | 11,4%                                                                                  | 5,0%                                                                                   | 5,1%                                                                                   | 8,2%                                                                                   |                                                                                        | 15,0%                                                                                  | 15,0%                                                                                  | 5,2%                                                                                   | –                                                                                      | –                                                                                      |   |   |   |
| 19 25 maja 2019                             | Focus                                                                                  | 1 023                                                                                  | 20,3%                                                                                  | 7,1%                                                                                   | 5,1%                                                                                   | 7,3%                                                                                   | 12,6%                                                                                  | 7,0%                                                                                   | 4,5%                                                                                   | 7,0%                                                                                   | 3,3%                                                                                   | 15,7%                                                                                  | 15,7%                                                                                  | 5,2%                                                                                   | –                                                                                      | –                                                                                      |   |   |   |
| 1 7 sierpnia 2019                           | Focus                                                                                  | 1 020                                                                                  | 21,8%                                                                                  | 7,0%                                                                                   | 6,0%                                                                                   | 7,0%                                                                                   | 12,1%                                                                                  | 6,3%                                                                                   | 4,7%                                                                                   | 7,5%                                                                                   | 3,4%                                                                                   | 14,0%                                                                                  | 14,0%                                                                                  | 5,0%                                                                                   | –                                                                                      | –                                                                                      |   |   |   |
| 13 19 sierpnia 2019                         | Focus                                                                                  | 1 010                                                                                  | 20,8%                                                                                  | 7,9%                                                                                   | 6,1%                                                                                   | 7,0%                                                                                   | 11,4%                                                                                  | 6,6%                                                                                   | 4,3%                                                                                   | 7,3%                                                                                   | 3,5%                                                                                   | 14,9%                                                                                  | 14,9%                                                                                  | 5,5%                                                                                   | –                                                                                      | –                                                                                      |   |   |   |
| 12 20 sierpnia 2019                         | MVK                                                                                    | 1 075                                                                                  | 20,7%                                                                                  | 5,5%                                                                                   | 6,9%                                                                                   | 8,5%                                                                                   | 8,1%                                                                                   | 5,5%                                                                                   | 3,8%                                                                                   | 9,4%                                                                                   | 3,4%                                                                                   | 13,3%                                                                                  | 13,3%                                                                                  | 7,9%                                                                                   | –                                                                                      | –                                                                                      |   |   |   |
| 26 29 sierpnia 2019                         | AKO                                                                                    | N/A                                                                                    | 19,6%                                                                                  | 9,0%                                                                                   | 7,3%                                                                                   | 7,1%                                                                                   | 10,9%                                                                                  | 7,6%                                                                                   | 3,9%                                                                                   | 6,3%                                                                                   | 3,5%                                                                                   | 15,5%                                                                                  | 15,5%                                                                                  | 8,8%                                                                                   | –                                                                                      | –                                                                                      |   |   |   |
| 12 września 2019                            | Polis                                                                                  | 1 145                                                                                  | 20,3%                                                                                  | 7,2%                                                                                   | 7,4%                                                                                   | 7,1%                                                                                   | 13,2%                                                                                  | 5,3%                                                                                   | 4,2%                                                                                   | 6,9%                                                                                   | 4,1%                                                                                   | 13,2%                                                                                  | 13,2%                                                                                  | 8,6%                                                                                   | –                                                                                      | –                                                                                      |   |   |   |
| 11 17 września 2019                         | Focus                                                                                  | 1 027                                                                                  | 21,7%                                                                                  | 6,4%                                                                                   | 6,8%                                                                                   | 6,8%                                                                                   | 10,6%                                                                                  | 7,2%                                                                                   | 4,1%                                                                                   | 6,9%                                                                                   | 3,3%                                                                                   | 13,3%                                                                                  | 13,3%                                                                                  | 6,5%                                                                                   | –                                                                                      | –                                                                                      |   |   |   |
| 18 25 września 2019                         | AKO                                                                                    | N/A                                                                                    | 20,0%                                                                                  | 7,0%                                                                                   | 5,9%                                                                                   | 5,6%                                                                                   | 10,8%                                                                                  | 7,8%                                                                                   | 3,4%                                                                                   | 7,4%                                                                                   | 3,6%                                                                                   | 17,1%                                                                                  | 17,1%                                                                                  | 9,1%                                                                                   | –                                                                                      | –                                                                                      |   |   |   |
| 5 9 października 2019                       | Polis                                                                                  | 1 145                                                                                  | 20,1%                                                                                  | 5,1%                                                                                   | 7,0%                                                                                   | 7,0%                                                                                   | 11,1%                                                                                  | 5,0%                                                                                   | 4,2%                                                                                   | 6,7%                                                                                   | 3,0%                                                                                   | 10,1%                                                                                  | 10,1%                                                                                  | 10,3%                                                                                  | 1,7%                                                                                   | –                                                                                      |   |   |   |
| 7 10 października 2019                      | AKO                                                                                    | 1 000                                                                                  | 20,1%                                                                                  | 6,7%                                                                                   | 5,8%                                                                                   | 6,4%                                                                                   | 12,3%                                                                                  | 5,9%                                                                                   | 3,9%                                                                                   | 5,6%                                                                                   | 3,1%                                                                                   | 12,7%                                                                                  | 12,7%                                                                                  | 12,0%                                                                                  | 2,1%                                                                                   | –                                                                                      |   |   |   |
| 15 22 października 2019                     | Focus                                                                                  | 1 021                                                                                  | 22,0%                                                                                  | 5,2%                                                                                   | 6,0%                                                                                   | 6,9%                                                                                   | 10,2%                                                                                  | 7,2%                                                                                   | 3,8%                                                                                   | 6,5%                                                                                   | 3,2%                                                                                   | 11,0%                                                                                  | 11,0%                                                                                  | 9,1%                                                                                   | 2,4%                                                                                   | 1,8%                                                                                   |   |   |   |
| 15 października 3 listopada 2019            | Actly                                                                                  | N/A                                                                                    | 22,8%                                                                                  | 4,9%                                                                                   | 6,5%                                                                                   | 7,4%                                                                                   | 12,9%                                                                                  | 6,9%                                                                                   | 2,2%                                                                                   | 8,6%                                                                                   | 2,6%                                                                                   | 11,8%                                                                                  | 11,8%                                                                                  | 8,6%                                                                                   | 1,8%                                                                                   | 2,7%                                                                                   |   |   |   |
| 4 5 listopada 2019                          | Vyhlásenie termínu volieb, oficiálny začiatok volebnej kampane                         | Vyhlásenie termínu volieb, oficiálny začiatok volebnej kampane                         | Vyhlásenie termínu volieb, oficiálny začiatok volebnej kampane                         | Vyhlásenie termínu volieb, oficiálny začiatok volebnej kampane                         | Vyhlásenie termínu volieb, oficiálny začiatok volebnej kampane                         | Vyhlásenie termínu volieb, oficiálny začiatok volebnej kampane                         | Vyhlásenie termínu volieb, oficiálny začiatok volebnej kampane                         | Vyhlásenie termínu volieb, oficiálny začiatok volebnej kampane                         | Vyhlásenie termínu volieb, oficiálny začiatok volebnej kampane                         | Vyhlásenie termínu volieb, oficiálny začiatok volebnej kampane                         | Vyhlásenie termínu volieb, oficiálny začiatok volebnej kampane                         | Vyhlásenie termínu volieb, oficiálny začiatok volebnej kampane                         | Vyhlásenie termínu volieb, oficiálny začiatok volebnej kampane                         | Vyhlásenie termínu volieb, oficiálny začiatok volebnej kampane                         | Vyhlásenie termínu volieb, oficiálny začiatok volebnej kampane                         | Vyhlásenie termínu volieb, oficiálny začiatok volebnej kampane                         |   |   |   |
| 30 października 6 listopada 2019            | Focus                                                                                  | 1 020                                                                                  | 20,0%                                                                                  | 5,0%                                                                                   | 5,7%                                                                                   | 6,8%                                                                                   | 10,3%                                                                                  | 7,0%                                                                                   | 4,1%                                                                                   | 5,7%                                                                                   | 3,5%                                                                                   | 11,7%                                                                                  | 11,7%                                                                                  | 10,6%                                                                                  | 2,9%                                                                                   | 3,0%                                                                                   |   |   |   |
| 5 12 listopada 2019                         | MVK                                                                                    | N/A                                                                                    | 19,1%                                                                                  | 4,4%                                                                                   | 7,9%                                                                                   | 7,0%                                                                                   | 8,9%                                                                                   | 6,5%                                                                                   | 2,3%                                                                                   | 7,6%                                                                                   | 4,5%                                                                                   | 9,7%                                                                                   | 9,7%                                                                                   | 8,8%                                                                                   | 3,9%                                                                                   | 3,5%                                                                                   |   |   |   |
| 9 13 listopada 2019                         | Polis                                                                                  | 1 111                                                                                  | 20,2%                                                                                  | 5,1%                                                                                   | 7,0%                                                                                   | 6,1%                                                                                   | 11,1%                                                                                  | 5,2%                                                                                   | 4,1%                                                                                   | 6,0%                                                                                   | 3,6%                                                                                   | 11,1%                                                                                  | 11,1%                                                                                  | 11,2%                                                                                  | 2,4%                                                                                   | 3,3%                                                                                   |   |   |   |
| 19 – 25 listopada 2019                      | AKO                                                                                    | 1 000                                                                                  | 18,4%                                                                                  | 6,3%                                                                                   | 7,6%                                                                                   | 6,4%                                                                                   | 10,4%                                                                                  | 7,1%                                                                                   | 3,5%                                                                                   | 6,4%                                                                                   | 2,2%                                                                                   | 12,4%                                                                                  | 12,4%                                                                                  | 12,5%                                                                                  | 3,2%                                                                                   | 2,1%                                                                                   |   |   |   |
| 22 listopada 2019                           | Zamknięcie list kandydatów; SMK-MKP, MF i Spolupatričnosť przekształciły się w MKÖ-MKS | Zamknięcie list kandydatów; SMK-MKP, MF i Spolupatričnosť przekształciły się w MKÖ-MKS | Zamknięcie list kandydatów; SMK-MKP, MF i Spolupatričnosť przekształciły się w MKÖ-MKS | Zamknięcie list kandydatów; SMK-MKP, MF i Spolupatričnosť przekształciły się w MKÖ-MKS | Zamknięcie list kandydatów; SMK-MKP, MF i Spolupatričnosť przekształciły się w MKÖ-MKS | Zamknięcie list kandydatów; SMK-MKP, MF i Spolupatričnosť przekształciły się w MKÖ-MKS | Zamknięcie list kandydatów; SMK-MKP, MF i Spolupatričnosť przekształciły się w MKÖ-MKS | Zamknięcie list kandydatów; SMK-MKP, MF i Spolupatričnosť przekształciły się w MKÖ-MKS | Zamknięcie list kandydatów; SMK-MKP, MF i Spolupatričnosť przekształciły się w MKÖ-MKS | Zamknięcie list kandydatów; SMK-MKP, MF i Spolupatričnosť przekształciły się w MKÖ-MKS | Zamknięcie list kandydatów; SMK-MKP, MF i Spolupatričnosť przekształciły się w MKÖ-MKS | Zamknięcie list kandydatów; SMK-MKP, MF i Spolupatričnosť przekształciły się w MKÖ-MKS | Zamknięcie list kandydatów; SMK-MKP, MF i Spolupatričnosť przekształciły się w MKÖ-MKS | Zamknięcie list kandydatów; SMK-MKP, MF i Spolupatričnosť przekształciły się w MKÖ-MKS | Zamknięcie list kandydatów; SMK-MKP, MF i Spolupatričnosť przekształciły się w MKÖ-MKS | Zamknięcie list kandydatów; SMK-MKP, MF i Spolupatričnosť przekształciły się w MKÖ-MKS |   |   |   |
| 2 – 9 grudnia 2019                          | Focus                                                                                  | 1 008                                                                                  | 19,6%                                                                                  | 5,7%                                                                                   | 8,0%                                                                                   | 5,4%                                                                                   | 11,8%                                                                                  | 7,0%                                                                                   | 4,3%                                                                                   | 5,7%                                                                                   | 4,3%                                                                                   | 10,3%                                                                                  | 10,3%                                                                                  | 9,2%                                                                                   | 3,8%                                                                                   | 2,1%                                                                                   |   |   |   |
| 29 listopada – 11 grudnia 2019              | Actly                                                                                  | 1 500                                                                                  | 22,1%                                                                                  | 4,5%                                                                                   | 7,4%                                                                                   | 6,5%                                                                                   | 12,1%                                                                                  | 7,6%                                                                                   | 3,7%                                                                                   | 9,1%                                                                                   | 3,6%                                                                                   | 10,2%                                                                                  | 10,2%                                                                                  | 7,4%                                                                                   | 1,4%                                                                                   | 2,0%                                                                                   |   |   |   |
| 7 12 grudnia 2019                           | Polis                                                                                  | 1 131                                                                                  | 18,1%                                                                                  | 5,2%                                                                                   | 9,8%                                                                                   | 7,0%                                                                                   | 12,2%                                                                                  | 5,5%                                                                                   | 5,2%                                                                                   | 6,1%                                                                                   | 5,2%                                                                                   | 9,5%                                                                                   | 9,5%                                                                                   | 10,1%                                                                                  | 2,4%                                                                                   | 2,2%                                                                                   |   |   |   |
| 15 listopada – 23 grudnia 2019              | Median SK                                                                              | 1 112                                                                                  | 22,5%                                                                                  | 7,5%                                                                                   | 9,5%                                                                                   | 5,0%                                                                                   | 11,5%                                                                                  | 5,5%                                                                                   | 1,5%                                                                                   | 6,5%                                                                                   | 3,0%                                                                                   | 7,5%                                                                                   | 7,5%                                                                                   | 11,0%                                                                                  | 3,0%                                                                                   | 2,0%                                                                                   |   |   |   |
| 7 – 9 stycznia 2020                         | AKO                                                                                    | 1 000                                                                                  | 17,7%                                                                                  | 6,8%                                                                                   | 8,3%                                                                                   | 6,2%                                                                                   | 11,7%                                                                                  | 7,6%                                                                                   | 4,1%                                                                                   | 6,2%                                                                                   | 2,5%                                                                                   | 9,1%                                                                                   | 9,1%                                                                                   | 10,4%                                                                                  | 3,2%                                                                                   | 1,7%                                                                                   |   |   |   |
| 10 – 14 stycznia 2020                       | Focus                                                                                  | 1 010                                                                                  | 18,7%                                                                                  | 5,4%                                                                                   | 7,7%                                                                                   | 5,1%                                                                                   | 13,6%                                                                                  | 7,1%                                                                                   | 4,0%                                                                                   | 6,0%                                                                                   | 3,7%                                                                                   | 10,5%                                                                                  | 10,5%                                                                                  | 10,3%                                                                                  | 3,3%                                                                                   | 2,3%                                                                                   |   |   |   |
| 10 – 15 stycznia 2020                       | Polis                                                                                  | 1 140                                                                                  | 17,1%                                                                                  | 5,6%                                                                                   | 10,0%                                                                                  | 6,3%                                                                                   | 12,4%                                                                                  | 5,6%                                                                                   | 4,9%                                                                                   | 6,0%                                                                                   | 4,3%                                                                                   | 8,4%                                                                                   | 8,4%                                                                                   | 9,7%                                                                                   | 4,1%                                                                                   | 3,8%                                                                                   |   |   |   |
| 17 – 19 stycznia 2020                       | AKO                                                                                    | 1 000                                                                                  | 17,1%                                                                                  | 5,6%                                                                                   | 10,0%                                                                                  | 6,3%                                                                                   | 12,4%                                                                                  | 7,9%                                                                                   | 4,2%                                                                                   | 5,5%                                                                                   | 3,2%                                                                                   | 10,2%                                                                                  | 10,2%                                                                                  | 10,0%                                                                                  | 3,4%                                                                                   | 2,3%                                                                                   |   |   |   |
| 15 – 22 stycznia 2020                       | Focus                                                                                  | 1 013                                                                                  | 18,0%                                                                                  | 5,5%                                                                                   | 9,0%                                                                                   | 5,2%                                                                                   | 12,8%                                                                                  | 7,6%                                                                                   | 4,4%                                                                                   | 5,7%                                                                                   | 4,0%                                                                                   | 9,8%                                                                                   | 9,8%                                                                                   | 10,8%                                                                                  | 4,0%                                                                                   | 2,0%                                                                                   |   |   |   |
| 23 – 30 stycznia 2020                       | Polis                                                                                  | 1 109                                                                                  | 17,1%                                                                                  | 5,2%                                                                                   | 12,0%                                                                                  | 5,5%                                                                                   | 11,1%                                                                                  | 6,3%                                                                                   | 4,8%                                                                                   | 5,5%                                                                                   | 3,5%                                                                                   | 9,1%                                                                                   | 9,1%                                                                                   | 10,0%                                                                                  | 4,6%                                                                                   | 3,9%                                                                                   |   |   |   |
| 24 – 31 stycznia 2020                       | MVK                                                                                    | 1 123                                                                                  | 21,9%                                                                                  | 3,8%                                                                                   | 8,9%                                                                                   | 6,0%                                                                                   | 12,4%                                                                                  | 6,5%                                                                                   | 2,9%                                                                                   | 7,5%                                                                                   | 4,6%                                                                                   | 8,1%                                                                                   | 8,1%                                                                                   | 8,5%                                                                                   | 2,9%                                                                                   | 2,4%                                                                                   |   |   |   |
| 30 stycznia – 5 lutego 2020                 | Kantar                                                                                 | 1 052                                                                                  | 19,6%                                                                                  | 6,4%                                                                                   | 16,3%                                                                                  | 4,2%                                                                                   | 9,8%                                                                                   | 9,8%                                                                                   | 1,7%                                                                                   | 3,1%                                                                                   | 1,4%                                                                                   | 11,5%                                                                                  | 11,5%                                                                                  | 8,9%                                                                                   | 3,0%                                                                                   | 2,5%                                                                                   |   |   |   |
| 3 – 6 lutego 2020                           | AKO                                                                                    | 1 000                                                                                  | 17,3%                                                                                  | 5,8%                                                                                   | 13,5%                                                                                  | 5,1%                                                                                   | 11,8%                                                                                  | 6,4%                                                                                   | 4,5%                                                                                   | 5,3%                                                                                   | 3,2%                                                                                   | 8,7%                                                                                   | 8,7%                                                                                   | 9,5%                                                                                   | 4,1%                                                                                   | 2,2%                                                                                   |   |   |   |
| 6 – 12 lutego 2020                          | Focus                                                                                  | 1 005                                                                                  | 17,0%                                                                                  | 5,3%                                                                                   | 13,3%                                                                                  | 4,4%                                                                                   | 12,2%                                                                                  | 7,8%                                                                                   | 4,2%                                                                                   | 5,4%                                                                                   | 3,9%                                                                                   | 9,3%                                                                                   | 9,3%                                                                                   | 8,2%                                                                                   | 4,0%                                                                                   | 3,2%                                                                                   |   |   |   |
| 11 – 13 lutego 2020                         | Actly                                                                                  | 1 502                                                                                  | 20,9%                                                                                  | 4,6%                                                                                   | 12,6%                                                                                  | 5,0%                                                                                   | 12,4%                                                                                  | 7,1%                                                                                   | 2,6%                                                                                   | 5,9%                                                                                   | 3,8%                                                                                   | 8,3%                                                                                   | 8,3%                                                                                   | 7,8%                                                                                   | 3,5%                                                                                   | 3,6%                                                                                   |   |   |   |
| 11 – 13 lutego 2020                         | AKO                                                                                    | 1 000                                                                                  | 16,9%                                                                                  | 6,1%                                                                                   | 15,5%                                                                                  | 5,0%                                                                                   | 10,3%                                                                                  | 7,2%                                                                                   | 4,7%                                                                                   | 5,3%                                                                                   | 3,0%                                                                                   | 9,4%                                                                                   | 9,4%                                                                                   | 8,9%                                                                                   | 4,3%                                                                                   | 1,5%                                                                                   |   |   |   |

## Krzywe zmiany poparcia

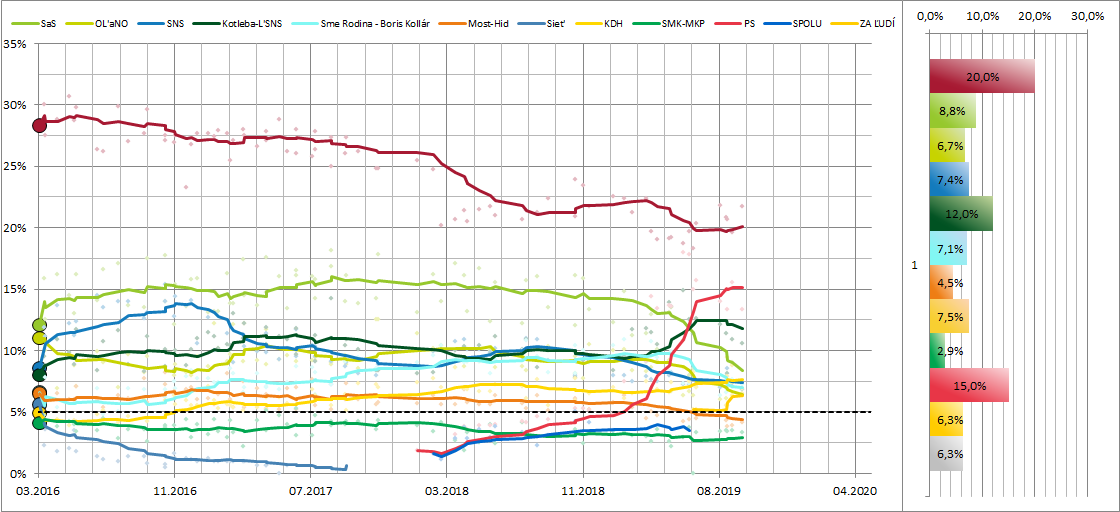

Zmiana poparcia wybranych ugrupowań politycznych od marca 2016 r. do września 2019 r.

## Wyniki wyborów
Wybory parlamentarne z wynikiem 25,02% poparcia (53 mandaty) wygrała opozycyjna partia Zwyczajni Ludzie przed dotychczas rządzącą krajem Smer-SD 18,29% (38 mandatów). Ponownie do Rady Narodowej swoich przedstawicieli nie wprowadziły Słowacka Partia Narodowa i Most-Híd. Frekwencja wyborcza wyniosła 65,80%.
| Komitet                                         | Komitet       | Głosy     | Głosy  | Głosy | Mandaty | Mandaty |
| Komitet                                         | Komitet       | Liczba    | %      | +/−   | Liczba  | +/−     |
| ----------------------------------------------- | ------------- | --------- | ------ | ----- | ------- | ------- |
|                                                 | OĽaNO         | 721 166   | 25,02  | 13,99 | 53      | 34      |
|                                                 | Smer-SD       | 527 172   | 18,29  | 9,99  | 38      | 11      |
|                                                 | Sme Rodina    | 237 531   | 8,24   | 1,61  | 17      | 6       |
|                                                 | ĽSNS          | 229 660   | 7,97   | 0,07  | 17      | 3       |
|                                                 | PS            | 200 780   | 6,96   | Nowa  | –       | –       |
| SPOLU                                           |               | 200 780   | 6,96   | Nowa  | –       | –       |
|                                                 | SaS           | 179 246   | 6,22   | 5,88  | 13      | 8       |
|                                                 | Dla Ludzi     | 166 325   | 5,77   | Nowa  | 12      | Nowa    |
|                                                 | KDH           | 134 099   | 4,65   | 0,29  | –       | –       |
|                                                 | MKÖ-MKS       | 112 662   | 3,90   | 0,15  | –       | –       |
|                                                 | SNS           | 91 171    | 3,16   | 5,48  | –       | 15      |
|                                                 | Dobry Wybór   | 88 220    | 3,06   | Nowa  | –       | –       |
|                                                 | Vlasť         | 84 507    | 2,93   | Nowa  | –       | –       |
|                                                 | Most-Híd      | 59 174    | 2,05   | 4,45  | –       | 11      |
|                                                 | Socialisti.sk | 15 925    | 0,55   | Nowa  | –       | –       |
|                                                 | Inne          | 33 819    | 1,24   | 7,48  | –       | 10      |
| Razem                                           | Razem         | 2 916 840 | 100,00 | ±0    | 150     | ±0      |
| Źródło: Urząd Statystyczny Republiki Słowackiej |               |           |        |       |         |         |